# Saint-Jeure-d’Andaure
Saint-Jeure-d’Andaure település Franciaországban, Ardèche megyében. Lakosainak száma 101 fő (2022. január 1.). Saint-Jeure-d’Andaure Désaignes, Devesset, Le Lac-d’Issarlès, Lafarre, Rochepaule és Saint-Agrève községekkel határos.

## Népesség
A település népessége az elmúlt években az alábbi módon változott:
| Lakosok száma | 234  | 143  | 94   | 93   | 108  | 107  | 102  | 95   | 93   | 101  |
|               | 1968 | 1982 | 1990 | 2006 | 2013 | 2015 | 2017 | 2019 | 2020 | 2022 |